# ويل دالي
ويل دالي (بالإنجليزية: William Daly)‏ هو مجدف أمريكي، ولد في 2 أغسطس 1983 في دنفر في الولايات المتحدة.

## وصلات خارجية
- ويل دالي على موقع الاتحاد الدولي للتجديف (الإنجليزية)
- ويل دالي على موقع اللجنة الأولمبية الدولية (الإنجليزية)
- ويل دالي على موقع أوليمبيديا (الإنجليزية)